# Rafael España Santamaría
Rafael España Santamaría (Mérida, 1975) es un ingeniero industrial.

## Biografía
Nacido en Mérida en 1975. Hijo de una familia acomodada de Mérida, es ingeniero industrial por la Universidad de Extremadura. Antes de dedicarse a la política ha trabajado como técnico en la empresa privada: (ACS/Cobra y Abengoa). En 2015, fue elegido para ser concejal de Mérida, Delegado de Urbanismo, Medio Ambiente, Industria y Comercio hasta que fue nombrado en julio de 2019 consejero del gobierno regional de Extremadura, asumiendo la cartera de Economía, Ciencia y Agenda digital de la Junta de Extremadura. Su paso por la Junta de Extremadura fue anecdótico. 